# Hawthorn Leslie and Company

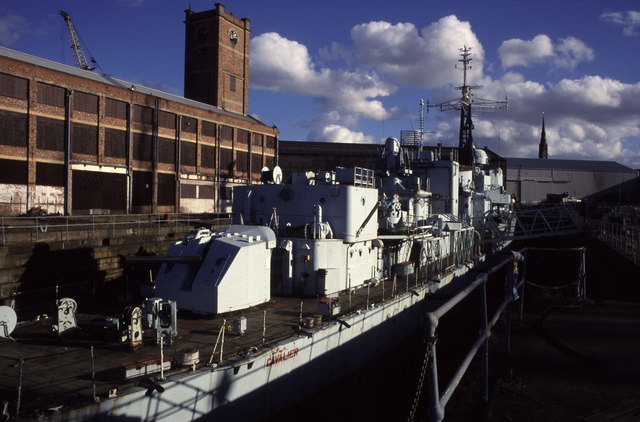
Сухий док суднобудівельної компанії Hawthorn Leslie and Company. 13 березня 1999

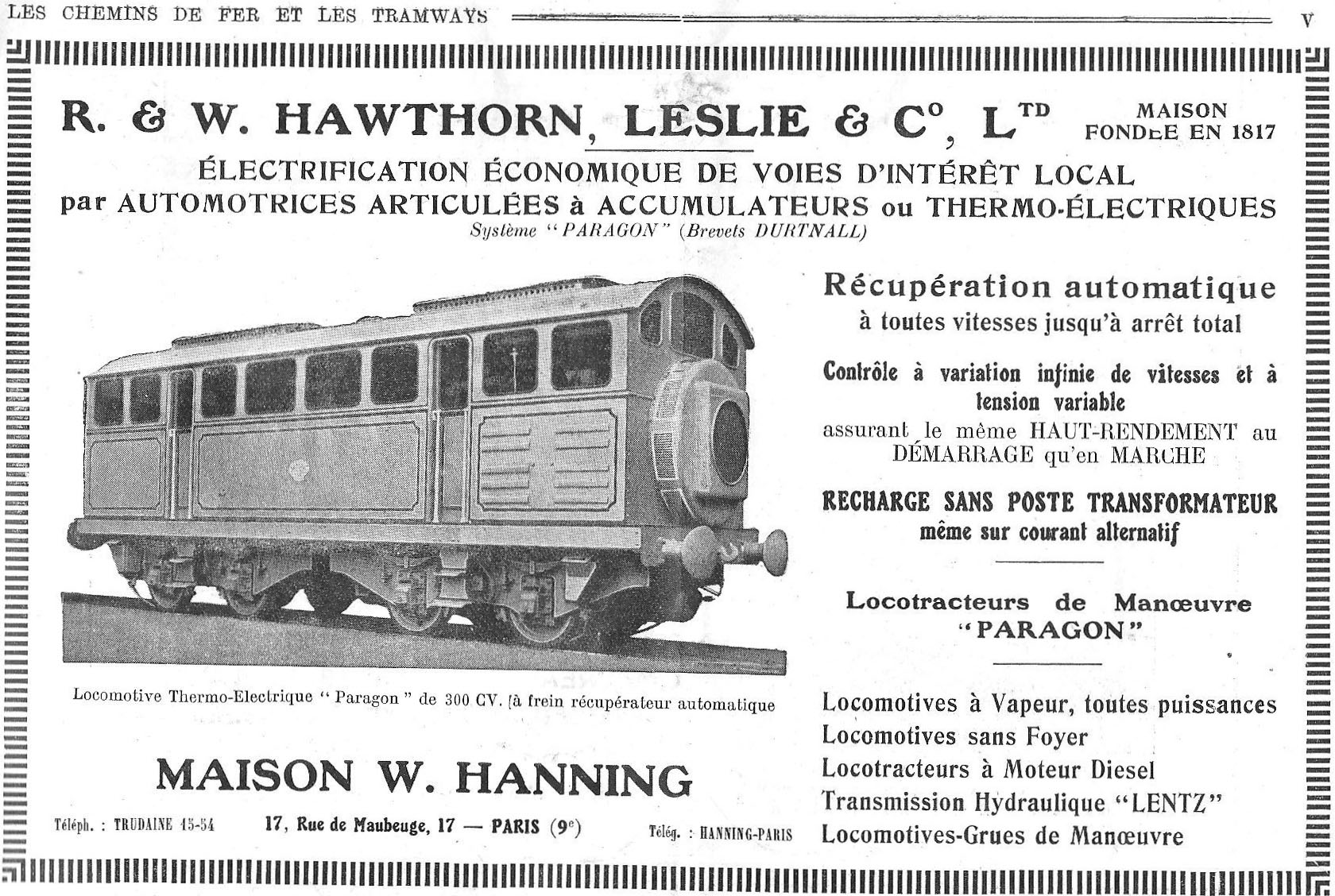
Рекламна листівка компанії Готон Леслі енд Кампані з рекламою локомотива. 1927

Готорн Леслі енд Кампані (англ. Hawthorn Leslie and Company або англ. R. & W. Hawthorn Leslie and Company, Limited) — британська суднобудівна компанія, яка розташовувалася на Геббурні, у графстві Тайн-енд-Вір. 

## Історія
Компанія була заснована у 1886 році шляхом злиття суднобудівної компанії «A. Leslie and Company» з компанією «R and W Hawthorn», яка займалася виробництвом локомотивів. У 1977 році корабельня компанії була націоналізована та увійшла до складу державної корпорації «British Shipbuilders». 1982 року корабельня у Геббурні була продана компанії «Cammell Laird». У 2001 році корабельня була продана компанії «A&P Group». Нині корабельня знаходиться у занедбаному стані.
Серед найвідоміших зразків її продукції авіаносець HMS Triumph (R16), крейсера HMS «Клеопатра» і HMS «Манчестер» та інші військові кораблі та торговельні судна.